# Чужая земля (фильм)
«Чужая земля» (или «Приливы»; англ. Tides, также известен под названием англ. The Colony) — немецко-швейцарский научно-фантастический триллер, сценаристом и режиссёром выступил Тим Фельбаум. В фильме снимались Нора Арнезедар, Иэн Глен, Сара-Софи Бусснина и Джоэл Басман.
Мировая премьера фильма состоялась на 71-м Берлинском международном кинофестивале.

## Сюжет
Недалекое будущее. После того, как глобальная катастрофа уничтожила на Земле почти все человечество, Блейк, астронавт космической колонии Кеплер, должна принять решение, которое определит судьбу людей на обеих планетах.

## В ролях
- Нора Арнезедер — Блейк
- Иэн Глен — Гибсон
- Сара-Софи Бусснина — Нарвик
- Джоэл Басман — Палинг
- Себастьян Роше — отец
- Белла Бэдинг — Майла
- Шопе Дирису — Такер
- Клоэ Альбертина Генрих — молодая Блейк

## Релиз
11 февраля 2021 года стало известно, что мировая премьера фильма состоится на 71-м Берлинском международном кинофестивале в Специальной секции Берлинале.